# Premierzy Madagaskaru

## Lista premierów Madagaskaru

### Królestwo
| Osoba | Osoba   | Osoba                             | Kadencja             | Kadencja             | Partia polityczna |
| #     | Portret | Imię i nazwisko                   | Od                   | Do                   | Partia polityczna |
| ----- | ------- | --------------------------------- | -------------------- | -------------------- | ----------------- |
| 1     |         | Andrianmihaja (–1833)             | 1828                 | 1833                 | bezpartyjny       |
| 2     |         | Rainiharo (–1852)                 | 1833                 | 10 lutego 1852       | bezpartyjny       |
| 3     |         | Rainivoninahitriniony (1821–1869) | 10 lutego 1852       | 14 lipca 1864        | bezpartyjny       |
| 4     |         | Rainilaiarivony (1828–1896)       | 14 lipca 1864        | 14 października 1895 | bezpartyjny       |
| 5     |         | Rainitsimbazafy                   | 15 października 1895 | wrzesień 1896        | bezpartyjny       |
| 6     |         | Rasanjy (1851–1918)               | wrzesień 1896        | luty 1897            | bezpartyjny       |

### Francuski Madagaskar
| urząd zniesiony (luty 1897–27 maja 1957) |  |                                 |              |                      |                                                  |
| 1                                        |  | Philibert Tsiranana (1912–1978) | 27 maja 1957 | 14 października 1958 | Socjaldemokratyczna Partia Madagaskaru i Komorów |

### Republika Malgaska

#### Autonomia
| (1)                                           |  | Philibert Tsiranana (1912–1978) | 14 października 1958 | 1 maja 1959 | Socjaldemokratyczna Partia Madagaskaru i Komorów |
| urząd zniesiony (1 maja 1959–26 czerwca 1960) |  |                                 |                      |             |                                                  |

#### Niepodległe państwo
| urząd zniesiony (26 czerwca 1960–18 maja 1972)  |  |                                 |              |               |          |
| 1                                               |  | Gabriel Ramanantsoa (1906–1979) | 18 maja 1972 | 5 lutego 1975 | wojskowy |
| urząd zniesiony (5 lutego 1975–30 grudnia 1975) |  |                                 |              |               |          |

### Demokratyczna Republika Madagaskaru
| urząd zniesiony (30 grudnia 1975–11 stycznia 1976) |  |                                 |                  |                  |                                                |
| 2                                                  |  | Joel Rakotomalala (1929–1976)   | 11 stycznia 1976 | 30 lipca 1976    | Stowarzyszenie na rzecz Odrodzenia Madagaskaru |
| 3                                                  |  | Justin Rakotoniaina (1933–2001) | 12 sierpnia 1976 | 1 sierpnia 1977  | Stowarzyszenie na rzecz Odrodzenia Madagaskaru |
| 4                                                  |  | Désiré Rakotoarijaona (1934–)   | 1 sierpnia 1977  | 12 lutego 1988   | wojskowy                                       |
| 5                                                  |  | Victor Ramahatra (1945–)        | 12 lutego 1988   | 8 sierpnia 1991  | wojskowy                                       |
| 6                                                  |  | Guy Razanamasy (1928–2011)      | 8 sierpnia 1991  | 12 września 1992 | Stowarzyszenie na rzecz Odrodzenia Madagaskaru |

### Trzecia Republika
| Osoba | Osoba   | Osoba                                           | Kadencja             | Kadencja             | Partia polityczna                                       |
| #     | Portret | Imię i nazwisko                                 | Od                   | Do                   | Partia polityczna                                       |
| ----- | ------- | ----------------------------------------------- | -------------------- | -------------------- | ------------------------------------------------------- |
| (6)   |         | Guy Razanamasy (1928–2011)                      | 12 września 1992     | 9 sierpnia 1993      | Stowarzyszenie na rzecz Odrodzenia Madagaskaru          |
| 7     |         | Francisque Ravony (1942–2003)                   | 9 sierpnia 1993      | 30 października 1995 | Komitet Wspierania Demokracji i Rozwoju na Madagaskarze |
| 8     |         | Emmanuel Rakotovahiny (1938–2020)               | 30 października 1995 | 28 maja 1996         | Narodowy Związek na rzecz Demokracji i Rozwoju          |
| 9     |         | Norbert Ratsirahonana (1938–)                   | 28 maja 1996         | 21 lutego 1997       | Osądzeni Twoją Pracą                                    |
| 10    |         | Pascal Rakotomavo (1934–2010)                   | 21 lutego 1997       | 23 lipca 1998        | Stowarzyszenie na rzecz Odrodzenia Madagaskaru          |
| 11    |         | Tantely Andrianarivo (1954–)                    | 23 lipca 1998        | 31 maja 2002         | Stowarzyszenie na rzecz Odrodzenia Madagaskaru          |
| 12    |         | Jacques Sylla (1946–2009)                       | 26 lutego 2002       | 20 stycznia 2007     | bezpartyjny                                             |
| –     |         | Jean-Jacques Rasolondraibe (1947–) (tymczasowo) | 31 maja 2002         | 5 lipca 2002         | Stowarzyszenie na rzecz Odrodzenia Madagaskaru          |
| 13    |         | Charles Rabemananjara (1947–)                   | 20 stycznia 2007     | 17 marca 2009        | Kocham Madagaskar                                       |
| 14    |         | Monja Roindefo (1965–)                          | 17 marca 2009        | 10 października 2009 | Madagaskar dla Malgaszy                                 |
| 15    |         | Eugène Mangalaza (1950–)                        | 10 października 2009 | 18 grudnia 2009      | bezpartyjny                                             |
| –     |         | Cécile Manorohanta (19?–) (tymczasowo)          | 18 grudnia 2009      | 20 grudnia 2009      | Młodzi Zdecydowani Malgasze                             |
| 16    |         | Albert Camille Vital (1952–)                    | 20 grudnia 2009      | 11 grudnia 2010      | wojskowy                                                |

### Czwarta Republika
| Osoba | Osoba   | Osoba                                   | Kadencja         | Kadencja         | Partia polityczna |
| #     | Portret | Imię i nazwisko                         | Od               | Do               | Partia polityczna |
| ----- | ------- | --------------------------------------- | ---------------- | ---------------- | ----------------- |
| (16)  |         | Albert Camille Vital (1952–)            | 11 grudnia 2010  | 2 listopada 2011 | wojskowy          |
| 17    |         | Omer Beriziky (1950–)                   | 2 listopada 2011 | 16 kwietnia 2014 | LEADER-Fanilo     |
| 18    |         | Roger Kolo (1943–)                      | 16 kwietnia 2014 | 17 stycznia 2015 | bezpartyjny       |
| 19    |         | Jean Ravelonarivo (1959–)               | 17 stycznia 2015 | 10 kwietnia 2016 | bezpartyjny       |
| 20    |         | Olivier Mahafaly Solonandrasana (1964–) | 13 kwietnia 2016 | 6 czerwca 2018   | bezpartyjny       |
| 20    |         | Christian Ntsay (1961–)                 | 6 czerwca 2018   | nadal            | bezpartyjny       |